# الأرز الحامض
الأرز الحامض، هو أكلة شعبية مشهورة في محافظة معان جنوب الأردن. كانت الأكلة تحضّر في القدم للضيف الذي يأتي في أواخر الليل، وحيث أن المؤنة لم تكن تتوفر بسهولة قديماً، لم يكن ليوفر لدى المضيف اللحم أو الدجاج لتقديمه، فكان يصنع هذا الطبق ويقدم للضيف. لشعبية هذا الطبق، أصبح من أهم أطباق مائدة العيد في المنطقة.
يتكون هذا الطبق من الرز واللبن الجميد والسمن والعدس والبصل والملح.

## طريقه عمل الرز الحامض
يسلق العدس حتى ينضج، حيث يلزم نصف كيلوغرام من العدس لكل كيلوغرام من الأرز. وينقع الأرز لمدة نصف ساعة. يُمرس اللبن الجميد حتى يصبح سائلاً، ويلزم كوب ونصف من اللبن الجميد لكل كيلوغرام من الأرز. يخلط الأرز المنقوع بعد تصفيته والعدس المسلوق مع اللبن الجميد والماء ويطبخ حتى ينضج. يدهن الخليط بعد نضجه بالسمن البلدي ويضاف إليه البصل المقطع والمقلي بالسمن البلدي على وجه الطبق.